# Instytut Historii Sztuki Uniwersytetu Wrocławskiego
Instytut Historii Sztuki Uniwersytetu Wrocławskiego – jednostka dydaktyczno-naukowa należąca do struktur Wydziału Nauk Historycznych i Pedagogicznych
Uniwersytetu Wrocławskiego. Dzieli się na 4 zakłady i 2 pracownie naukowe. Posiada uprawnienia do nadawania stopni naukowych doktora i doktora habilitowanego oraz wnioskowania o nadanie tytułu naukowego profesora. Prowadzi działalność dydaktyczną i badawczą związaną z naukami o sztukach pięknych, a w szczególności z historią sztuki Śląska i Polski od wczesnego średniowiecza do współczesności, związkami sztuki śląskiej i polskiej ze sztuką europejską, sztuką Europy Zachodniej, metodologią i teorią historii sztuki oraz konserwatorstwem i ochroną zabytków.
Instytut oferuje studia na kierunku historia sztuki. Aktualnie na instytucie kształci się 368 studentów w trybie dziennym i zaocznym. Instytut wydaje własny kwartalnik – „Quart”, będący podstawowym czasopismem dla wszystkich badaczy historii sztuki tego regionu. Dysponuje też samodzielną biblioteką instytutową, liczącą blisko 46 tysięcy woluminów. Siedzibą instytutu jest budynek należący do książąt piastowskich we Wrocławiu, mieszczący się przy ul. Szewskiej 36.
Tradycje instytutu sięgają końca II wojny światowej, kiedy na odnowionym polskim Uniwersytecie Wrocławskim utworzono w 1946 roku Katedrę Historii Sztuki, która w 1994 roku została przekształcona w instytut.

## Adres
Instytut Historii Sztuki

Uniwersytetu Wrocławskiego

ul. Szewska 36

50-139 Wrocław

## Władze (od 2021)
Dyrektor: dr hab. Romuald Kaczmarek, prof. UWr
Zastępczyni Dyrektora ds. dydaktycznych i studenckich: dr hab. Agata Kubala
Zastępczyni Dyrektora ds. naukowych: dr Agnieszka Patała

## Poczet dyrektorów
- 1994–1996: prof. dr hab. Mieczysław Zlat
- 1996–1999: prof. dr hab. Zofia Ostrowska-Kębłowska
- 1999–2005: prof. dr hab. Jan Wrabec
- 2005–2012: prof. dr hab. Waldemar Okoń
- od 2012 r.: dr hab. Romuald Kaczmarek

## Kierunki kształcenia
Instytut Historii Sztuki Uniwersytetu Wrocławskiego kształci studentów na kierunku historia sztuki w trybie dziennym i wieczorowym, na studiach licencjackich (pierwszego stopnia) i magisterskich uzupełniających (drugiego stopnia).
Instytut prowadzi również studia podyplomowe z zakresu wiedzy o kulturze i sztuce, trwające 2 (studia doskonalące) lub 3 semestry (studia kwalifikacyjne).

## Struktura organizacyjna[11]

### Zakład Historii Sztuki Pradziejowej i Średniowiecznej
Skład osobowy
- Kierownik: dr hab. Romuald Kaczmarek, prof. UWr
- dr hab. Rafał Eysymontt, prof. UWr
- dr doc. Jacek Witkowski
- dr Agnieszka Patała

### Zakład Historii Sztuki Renesansu i Reformacji
Skład osobowy

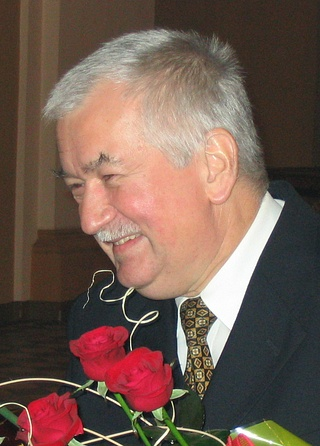
prof. Jan Harasimowicz, jeden z wybitniejszych nauczycieli akademickich instytutu

- Kierownik: dr Marcin Wisłocki (p.o. kierownika)
- prof. dr hab. Jan Harasimowicz
- dr hab. Piotr Oszczanowski, prof. UWr
- dr hab. Agata Kubala
- dr Agnieszka Seidel-Grzesińska
- dr Aleksandra Sieczkowska

### Zakład Historii Sztuki i Kultury Baroku
Skład osobowy
- Kierownik: prof. dr hab. Andrzej Kozieł
- dr Marek Kwaśny
- dr Małgorzata Wyrzykowska

### Zakład Historii Sztuki Nowoczesnej
Skład osobowy
- Kierownik: prof. dr hab. Waldemar Okoń
- prof. dr hab. Anna Kutaj-Markowska
- dr hab. Jerzy Krzysztof Kos
- dr hab. Cezary Wąs
- dr Emilia Kiecko
- dr Joanna Lubos-Kozieł
- dr Sylwia Świsłocka-Karwot
- dr Jakub Zarzycki

### Pracownia Dokumentacji Zabytków Sztuki
Skład osobowy
- Kierownik: dr Agnieszka Seidel-Grzesińska

### Pracownia Badań nad Urbanistyką i Architekturą Nowoczesną
Skład osobowy
- Kierownik: dr hab. Agnieszka Zabłocka-Kos, prof. UWr

### Biblioteka Instytutu Historii Sztuki UWr
Skład osobowy
- Kierownik: mgr Izabela Magdziarczyk
- mgr Ryszard Hołownia
- mgr Adam Szeląg

## Siedziba
Siedzibą instytutu jest budynek należący do książąt piastowskich we Wrocławiu, mieszczący się przy ul. Szewskiej 36, który w 2003 roku przeszedł gruntowny remont i modernizację. Budynek ten jest w pełni przystosowany do potrzeb osób niepełnosprawnych. Oprócz nowoczesnych sal wykładowych oraz seminaryjnych mieści także wszechstronnie wyposażoną pracownię komputerową i otwartą w 2005 roku galerię sztuki „Szewska 36”, a w jego podziemiach znajduje się bufet dla studentów..

## Doktoratyhonoris causaUWr przyznane z inicjatywy instytutu
Instytut Historii Sztuki UWr był inicjatorem przyznania siedemnastu godności doktora honoris causa uczelni:
- 24 maja 1990: Karolina Lanckorońska

## Działania
Dzięki zaangażowaniu studentów historii sztuki, od stycznia 2005 roku działa w podziemiu Instytutu Galeria Szewska 36. Od początku działalności organizowane są tu wystawy malarstwa, fotografii, rysunku oraz pokazy video. Celem inicjatywy jest propagowanie młodej sztuki, przede wszystkim absolwentów państwowych uczelni artystycznych w Polsce. Swoje prezentacje mieli tu tacy artyści, jak Basia Bańda, Magda Bielesz, Anna Sieradzka-Kubacka, Maciek Rudnicki, Rafał Wilk, Agata Janicka, Patrycja Mastej, Magdalena Hotloś, Mirosław Rajkowski, Marek Straszak i wielu innych. Podczas wernisaży grali tu m.in. Skalpel, Sitka Boyzz, Kunstbande.